# Gabriel Barès
Gabriel Barès, né le 29 août 2000 à Lausanne en Suisse, est un footballeur suisse, qui évolue au poste de milieu central au Burgos CF.

## Biographie

### En club

#### Formation et débuts à Lausanne (2010-2022)
Né à Lausanne en Suisse, Gabriel Barès débute le foot au Pully Football avant de rejoindre et d'être formé par le club de sa ville natale, le FC Lausanne-Sport. Il réalise sa première apparition avec l'équipe première le 20 avril 2019 en championnat, contre le Servette FC. Il entre en jeu en cours de partie et se fait remarquer en délivrant une passe décisive en faveur de Dan Ndoye sur le dernier but des siens, participant ainsi à la victoire de son équipe (0-5 score final).
Lors de la saison 2019-2020, il participe à la montée du club en première division suisse et glane son premier titre, le club étant sacré champion de deuxième division cette saison-là.
Il découvre donc la Super League lors de la saison 2020-2021. Le 11 décembre 2020, il prolonge son contrat avec son club formateur. Pour sa première saison en Super League, le natif de Lausanne joue 34 matchs sur 36 et en Coupe de Suisse, il inscrit son premier but avec l'équipe première et à ce jour le seul but avec le FC Lausanne-Sport. Pour sa seconde saison en Super League, il devient remplaçant et joue durant la première partie de saison que 256 minutes en 14 matchs joués.

#### Arrivée à Montpellier (2022-2025)

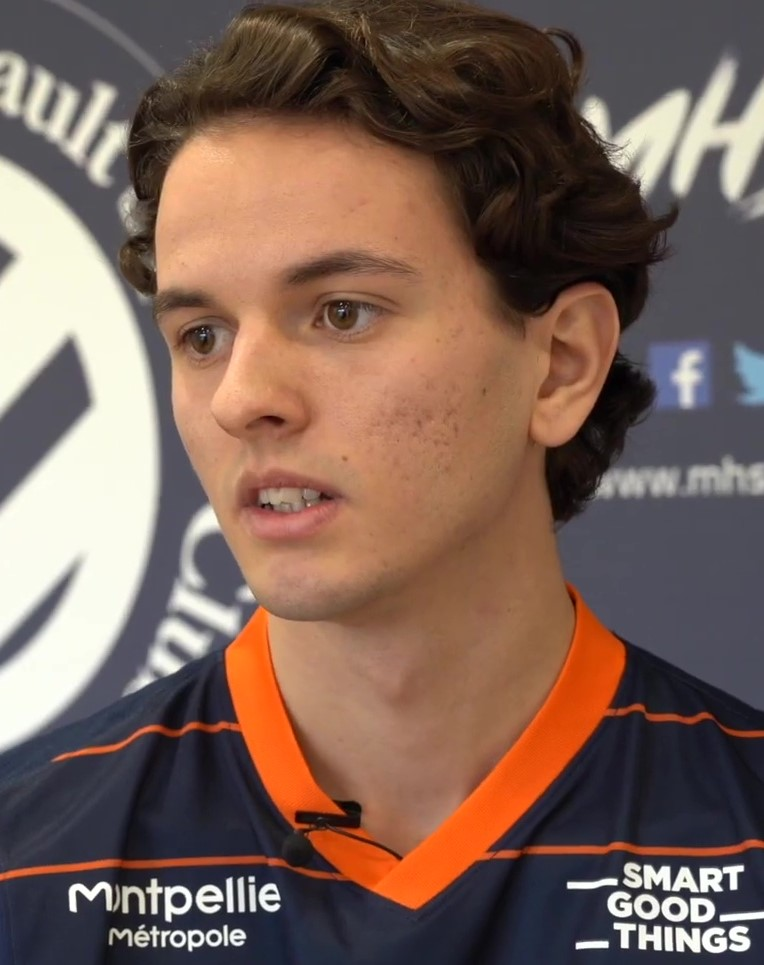
Barès lors de son arrivée au Montpellier HSC.

##### Débuts en équipe réserve (2022)
Le 25 janvier 2022, Gabriel Barès signe avec le Montpellier HSC pour un contrat courant jusqu'en juin 2026,,. Pour sa première demi-saison en France, il ne jouera aucun match de Ligue 1 bien qu'il se retrouve à plusieurs reprises sur le banc montpelliérain, sans jamais rentrer en jeu. 
Durant cette demi-saison, Barès jouera 8 matchs de National 2 avec l'équipe réserve montpelliéraine.

##### Prêts à Thoune et à Concarneau (2022-2024)
Alors qu'il n'a pas encore joué le moindre match avec l'équipe première de Montpellier, Barès est prêté le 27 juillet 2022 pour une saison au FC Thoune, club de Challenge League. Il y effectuera une bonne saison, jouant 26 matchs pour 2 passes décisives délivrées.
Pour la saison 2023-2024, Barès est de nouveau prêté, cette fois-ci en France, puisqu'il rejoint l'US Concarneau, club jouant sa première saison en Ligue 2. Il joue son premier match avec les Thoniers face à Annecy où il est à l'origine du premier but concarnois en Ligue 2. 
Lors de la 12e journée, il délivre sa première décisive sur corner pour Pape Ibnou Ba permettant aux Thoniers de s'imposer face à l'AC Ajaccio. Durant ce second prêt, il aura joué 27 matchs pour une passe décisive délivrée.

##### Premiers matchs avec Montpellier (2024-2025)
Après la relégation de l'US Concarneau, Barès revient à Montpellier et profite de difficultés de recrutement du club pour faire partie du groupe montpellierain lors de la première journée de Ligue 1 mais il ne rentre pas en jeu. Lors de la seconde journée face au Paris SG, Barès joue son premier match avec Montpellier, deux ans après son arrivée, en remplaçant Téji Savanier en fin de match. Jusqu'en janvier, Barès rentrera en jeu à 6 reprises.

#### Départ en Espagne (depuis 2025)
En difficulté à Montpellier avec seulement 50 minutes jouées en Ligue 1, Barès quitte le club de la Paillade pour l'Espagne et le Burgos CF, club évoluant en seconde division espagnole où il y signe un contrat de 2 saisons.

### En sélection
Au cours de l'année 2019, il représente l'équipe de Suisse des moins de 20 ans à sept reprises.
Le 30 mai 2021, il joue son premier match avec l'équipe de Suisse espoirs face à l'équipe de république d'Irlande espoirs de football. Il entre en jeu à la place de Darian Males et marque son premier but lors de cette rencontre remportée par son équipe sur le score de deux buts à zéro. Il inscrit son second but avec les espoirs face à Gibraltar.
En 2023, il est sélectionné par l'équipe espoirs pour participer à l'Euro Espoirs 2023. Il restera sur le banc lors des trois matchs de poule et rentrera en jeu lors des quarts de finale face au futur finaliste l'Espagne et il jouera l'entièreté des prolongations où les Helvètes seront éliminés par La Rojita.

## Statistiques
| Saison                | Club                  | Championnat           | Championnat | Championnat | Championnat | Coupe(s) nationale(s) | Coupe(s) nationale(s) | Coupe(s) nationale(s) | Total | Total | Total |
| Saison                | Club                  | Division              | M.          | B.          | P.d.        | M.                    | B.                    | P.d.                  | M.    | B.    | P.d.  |
| 2018-2019             | FC Lausanne-Sport     | Challenge League      | 1           | 0           | 1           | -                     | -                     | -                     | 1     | 0     | 1     |
| 2019-2020             | FC Lausanne-Sport     | Challenge League      | 8           | 0           | 2           | 0                     | 0                     | 0                     | 8     | 0     | 2     |
| 2020-2021             | FC Lausanne-Sport     | Super League          | 34          | 0           | 1           | 2                     | 1                     | 0                     | 36    | 1     | 1     |
| 2021                  | FC Lausanne-Sport     | Super League          | 14          | 0           | 1           | 3                     | 0                     | 0                     | 17    | 0     | 1     |
| Sous-total            | Sous-total            | Sous-total            | 57          | 0           | 5           | 5                     | 1                     | 0                     | 62    | 1     | 5     |
| 2022                  | Montpellier HSC       | Ligue 1               | 0           | 0           | 0           | 0                     | 0                     | 0                     | 0     | 0     | 0     |
| 2024-2025             | Montpellier HSC       | Ligue 1               | 6           | 0           | 0           | 0                     | 0                     | 0                     | 6     | 0     | 0     |
| Sous-total            | Sous-total            | Sous-total            | 6           | 0           | 0           | 0                     | 0                     | 0                     | 6     | 0     | 0     |
| 2022-2023             | FC Thoune (prêt)      | Challenge League      | 26          | 0           | 2           | 3                     | 0                     | 0                     | 29    | 0     | 2     |
| 2023-2024             | US Concarneau (prêt)  | Ligue 2               | 26          | 0           | 1           | 1                     | 0                     | 0                     | 27    | 0     | 1     |
| 2025                  | Burgos CF             | LaLiga 2              | 4           | 0           | 0           | 0                     | 0                     | 0                     | 4     | 0     | 0     |
| Total sur la carrière | Total sur la carrière | Total sur la carrière | 119         | 0           | 8           | 9                     | 1                     | 0                     | 128   | 1     | 8     |

## Palmarès

### En club
FC Lausanne-Sport
- Championnat de Suisse de deuxième division (1) :
  - Champion : 2019-2020.